# سرمربی (فوتبال)

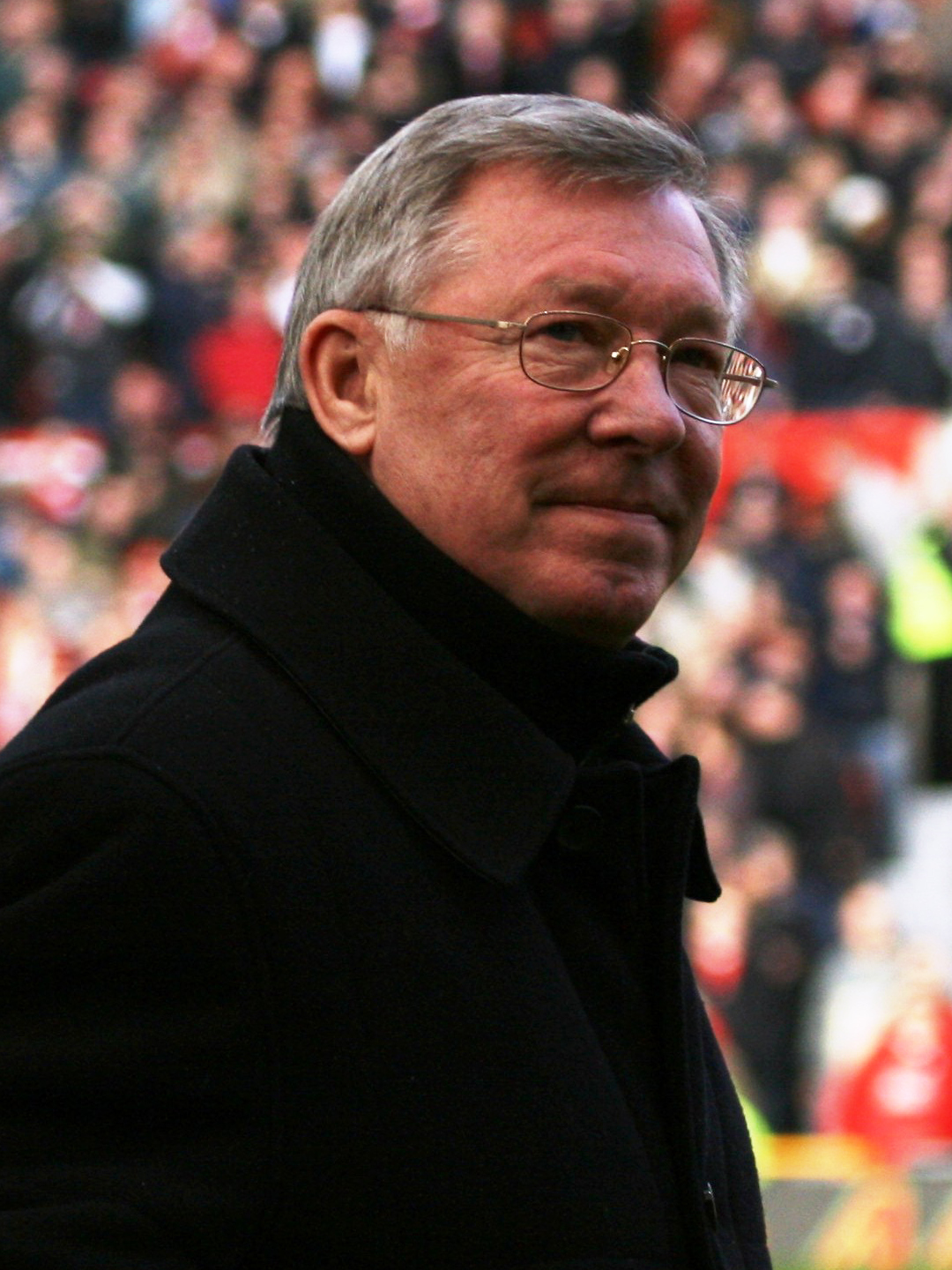
الکس فرگوسن برنده بیشترین جایزه مربی فصل لیگ برتر انگلستان که اکنون سفیر مربیگری یوفا است.

سرمربی (به انگلیسی: Manager) در فوتبال حرفه‌ای، فردی است که مسئولیت کلی اداره یک تیم فوتبال را بر عهده دارد. آنها مسئولیت‌های گسترده‌ای دارند، از جمله انتخاب بازیکنان تیم، انتخاب تاکتیک، جذب و انتقال بازیکنان، مذاکره در مورد قرارداد بازیکنان و صحبت با رسانه‌ها. در فوتبال حرفه‌ای، یک سرمربی معمولاً توسط هیئت مدیره باشگاه منصوب می‌شود و به آنها پاسخگو است، اما در سطح آماتور ممکن است سرمربی، کل مسئولیت اداره یک باشگاه را داشته باشد.

## اصطلاحات

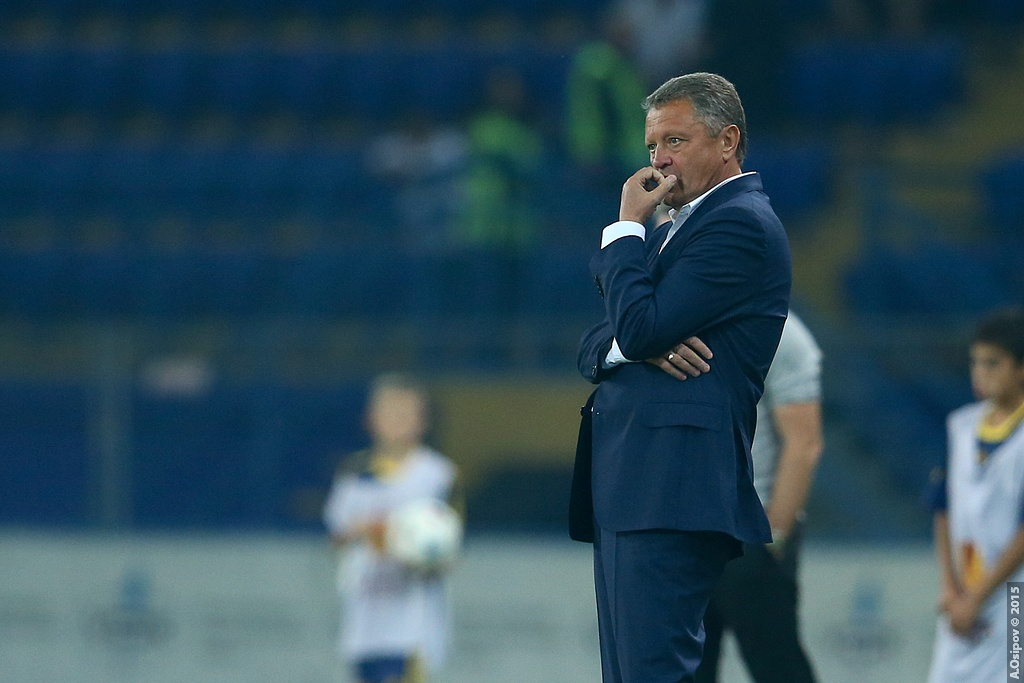
سرمربی فوتبال

عنوان منیجر (Manager) تقریباً به‌طور انحصاری در فوتبال بریتانیا استفاده می‌شود. در اکثر کشورهای اروپایی و سایر نقاط جهان که فوتبال حرفه‌ای بازی می‌کنند، به فردی که مسئولیت هدایت یک تیم را برعهده دارد در سِمَت مربی با عنوان هد کوچ (Head coach) شناخته می‌شود. همچنین در زبان فارسی تنها عنوان «سرمربی» کاربرد دارد.
مسئولیت‌های یک منیجر یا هد کوچ فوتبال اروپا در ورزش‌های حرفه‌ای آمریکای شمالی تقسیم می‌شود، جایی که تیم‌ها معمولاً یک مدیر کل (General manager) و سرمربی  جداگانه دارند (مانند فیلد منیجر در بیسبال)، اگرچه گاهی ممکن است یک نفر هر دو جایگاه را پر کند. مدیر کل و سرمربی در آمریکای شمالی به وضوح دارای مسئولیت‌های مشخصی هستند. به عنوان مثال، یک سرمربی معمولی در فوتبال اروپا که در مورد تصمیمات درون بازی (از جمله ترکیب بازیکنان)، تصمیمات خارج از زمین و مدیریت بازیکنان (از جمله مذاکرات قراردادها، نقل و انتقالات) و پاسخگویی در برابر هواداران و رسانه‌ها حرف اول و آخر را می‌زند، در آمریکای شمالی، این وظایف (درون بازی و خارج از بازی) به ترتیب توسط سرمربی و مدیر کل به‌طور جداگانه انجام می‌شود.